# O Olhar de Deus
O Olhar de Deus é o décimo sétimo álbum de estúdio da dupla sertaneja Rayssa & Ravel, lançado em julho de 2015 pela gravadora MK Music. O disco contou com dez canções produzidas pelo tecladista Silvinho Santos.
Para o álbum, os músicos incluíram composições de Ronaldo Santos, Cláudio Louvor, Anderson Peres, Jesus Afrânio, Rodney Santos, Willian Santana, Washington Gama, além de duas faixas assinadas pela dupla. O projeto recebeu avaliações desfavoráveis da mídia especializada, apesar da notoriedade alcançada pelo single "Levanta" nas plataformas digitais.

## Antecedentes
Ao lançar o álbum O que Deus Fez por Mim (2013), Rayssa & Ravel ganhou mais popularidade com a canção "O Grande", que tinha influência pentecostal. Por isso, o trabalho seguinte seguiria as tendências da obra anterior, mas com outro produtor. O projeto também teria a função de comemorar 25 anos de carreira da dupla.

## Gravação
O Olhar de Deus foi o primeiro e único álbum da dupla produzido pelo tecladista Silvinho Santos, que estava trabalhando em vários álbuns de artistas da MK Music naquele período. Na época, o produtor defendeu que "Levanta", o single do álbum, era "um forrozinho de primeira". O repertório contou com vários compositores que já tinham aparecido em O que Deus Fez por Mim, incluindo também duas composições autorais de Rayssa e Ravel, além de duas músicas de Anderson Peres, parente de Ayra Peres, marido de Rayssa.

## Lançamento e recepção
| Críticas profissionais | Críticas profissionais |
| Avaliações da crítica  | Avaliações da crítica  |
| Fonte                  | Avaliação              |
| ---------------------- | ---------------------- |
| O Propagador           | [ 3 ]                  |
| Super Gospel           | [ 6 ]                  |

O Olhar de Deus foi lançado pela gravadora MK Music em 13 de julho de 2015, e recebeu críticas desfavoráveis. Gledeson Franklyn, do O Propagador, deu uma cotação de 2 estrelas de 5 e fez comentários negativos sobre o trabalho do produtor. "Silvinho Santos foi ousado até demais na escolha dos arranjos para o repertório, passeando por diversos gêneros musicais e perdendo o foco da musicalidade que caracteriza melhor a dupla Rayssa e Ravel". Já a discografia comentada da dupla no Super Gospel deu cotação de 1,5 estrelas de 5 e fez críticas ao repertório e a produção de Silvinho Santos. As faixas sertanejas do álbum foram comparadas com as do álbum Feliz Demais, lançado pela dupla em 2017, com a avaliação de que "a produção de Silvinho Santos não acerta nem no sertanejo".
Meses depois, após o mau desempenho do álbum com a crítica e o público, Rayssa & Ravel não renovaram o contrato artístico com a MK Music. Em 2016, a dupla assinou com a Graça Music e passou a trabalhar em outro projeto, que se tornaria o álbum Feliz Demais (2017).

## Faixas
| N.º            | Título              | Compositor(es)                  | Duração |  |
| 1.             | "Dupla Honra"       | Ronaldo Santos                  | 3:45    |  |
| 2.             | "Levanta"           | Cláudio Louvor                  | 4:04    |  |
| 3.             | "Lá Vai Ela"        | Cláudio Louvor                  | 4:19    |  |
| 4.             | "O Olhar de Deus"   | Anderson Peres                  | 4:13    |  |
| 5.             | "Filho de Davi"     | Peres                           | 5:00    |  |
| 6.             | "Pedradas"          | Pedro Afrânio                   | 3:56    |  |
| 7.             | "Algo Inexplicável" | Rodney Santos                   | 3:30    |  |
| 8.             | "O Teu Basta"       | Rayssa Ravel                    | 3:52    |  |
| 9.             | "Eu Fui Ungido"     | Willian Santana Washington Gama | 5:06    |  |
| 10.            | "Se não se Abrir"   | Rayssa Ravel                    | 3:47    |  |
| Duração total: | Duração total:      | Duração total:                  | 41:38   |  |

## Ficha técnica
Rayssa & Ravel
- Rayssa – vocais
- Ravel – vocais

Músicos convidados
- Silvinho Santos – produção musical, teclado, piano, arranjos e loops
- Sérgio Knust – guitarra e violão
- Marcos Natto – baixo
- Sidão Pires – bateria
- Zé Leal – percussão
- Eron Lima – acordeon
- Heber Poggy – sax tenor
- Márcio André – trompete
- Robson Olicar – trombone
- Rômulo Nascimento – vocal de apoio
- Amanda Almeida – vocal de apoio
- Rafael Oliveira – vocal de apoio
- Ludmilla Oliveira – vocal de apoio
- Douglas Evangelista – vocal de apoio
- Tatiana Barcellos – produção vocal

Equipe técnica
- Vitor Farias – engenharia de som

Projeto gráfico
- Ronaldo Rufino – fotografias
- MK Music – design